# Kapseling

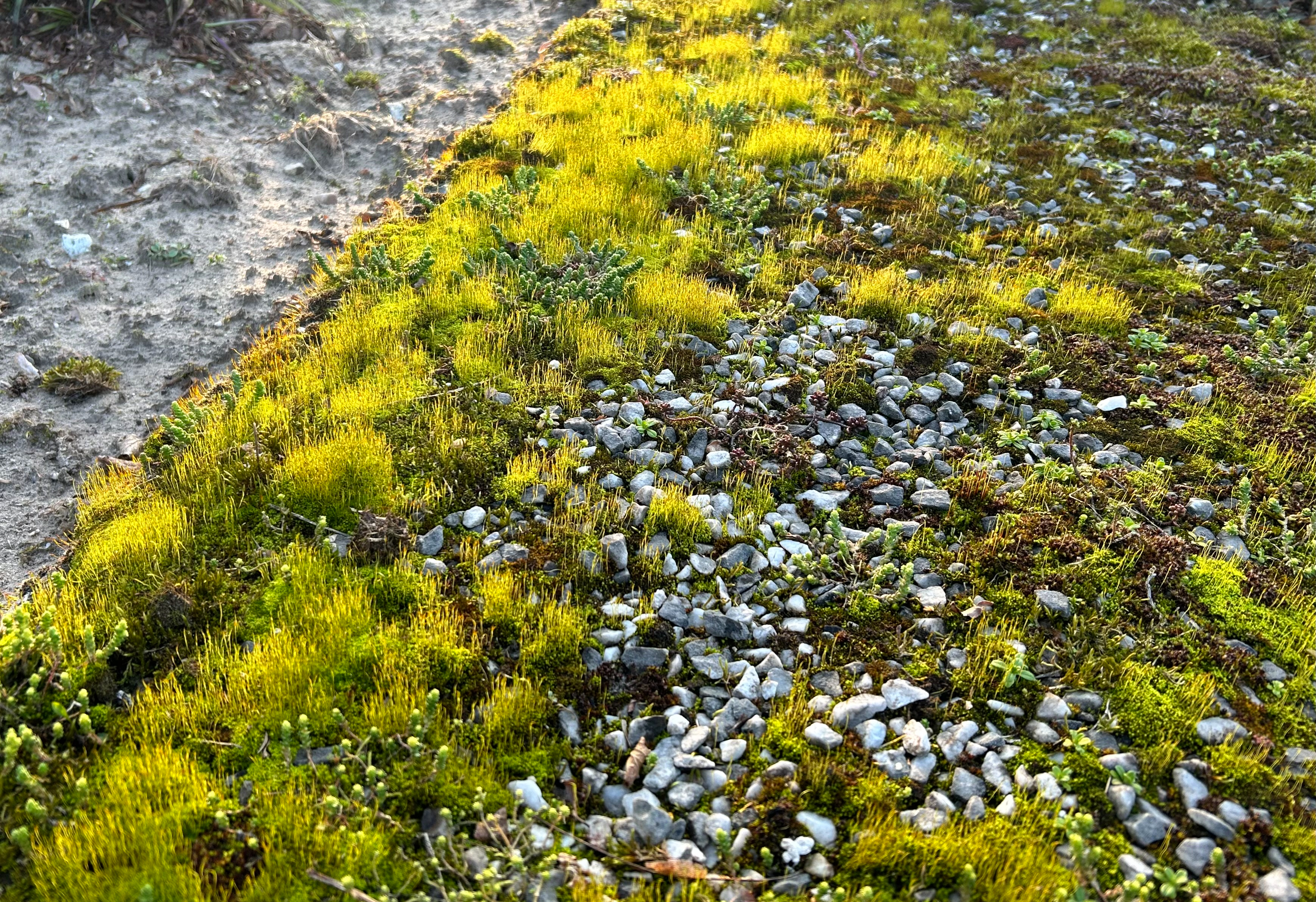
Uitbundige kapseling van verscheidene topkapselmossen in de smaragdsteeltjes-associatie tijdens het voorjaar.

Met de kapseling wordt in de bryologie de toestand bedoeld waarin de sporofyt van een mos actieve sporenkapsels draagt. Voor mossen is de kapseling de belangrijkste fenologische fase van de geslachtelijke voortplanting.
Het equivalent bij zaadplanten wordt de bloei genoemd.